# هارولد هيرد
هارولد هيرد (بالإنجليزية: Harold Herd)‏ هو لاعب اتحاد الرغبي أسترالي، ولد في 12 ديسمبر 1910 في كوفس هاربور في أستراليا، وتوفي في 1962.